# خرارد وسترمان
خرارد وسترمان (هلندی: Gerhard Westermann; ۲۵ دسامبر ۱۸۸۰ – ۳ فوریهٔ ۱۹۷۱) نقاش اهل هلند بود.
از افتخارات وی میتوان به کسب مدال برنز نقاشی آبرنگ و طراحی در بخش مسابقات هنری بازی‌های المپیک تابستانی ۱۹۳۲ اشاره کرد.